# Fédération internationale de football de table
La Fédération internationale de football de table, en anglais International Table Soccer Federation (ITSF), est une association internationale qui fédère une quarantaine de fédérations nationales de baby-foot du monde entier.
Les objectifs de la fédération sont de :
- favoriser le développement mondial du football de table et de veiller à l’amélioration de la pratique du sport
- de veiller à ce que les tournois internationaux ouverts aux fédérations membres soient organisés en conformité avec les règlements
- de déterminer les règles selon lesquelles devront être organisées les épreuves internationales
- d’organiser les Championnats du Monde;

L'ITSF est devenu membre observateur depuis octobre 2017, de l'Association générale des fédérations internationales de sports. Elle est également partie prenante de l'Agence mondiale antidopage depuis 2004.

## Histoire
Plusieurs tentatives avaient été faites afin de créer un organisme internationale pour coordonner le jeu du baby-foot mais ce n’est qu'à la fin des années 1990 que les associations nationales discutent entre elles. Le 9 mai 2002, la première réunion de création officielle de l'ITSF a eu lieu à Franconville, en France, lors du tournoi de la coupe du monde.
La Belgique, la Chine, le Danemark, la France, l'Allemagne, l'Italie, le Royaume-Uni et les États-Unis ont été les premiers pays à travailler sur les statuts de l'ITSF. Le 16 août 2002, la Fédération internationale de football de table a été officiellement créée lors d’une réunion à Oberwart en Autriche.
Le 26 août 2002, l'ITSF a été déclarée association à but non lucratif de droit français.

## Associations membres
En 2016, la fédération regroupe une cinquantaine de nations en 2018.
| - Allemagne - Autriche - Belgique - Bulgarie (Bulgarian Foosball Federation) - Bulgarie (Bulgarian Table Soccer Federation) - Danemark - Espagne - France | - Italie (Lega Italiana Calcio Ballila) - Italie (Federazione Paralimpica Italiana Calcio Balilla) - Luxembourg - Pays-Bas - Portugal - Royaume-Uni - Serbie - Slovaquie - Slovénie - Suisse - République tchèque |

| - Croatie - Finlande - Hongrie - Lettonie - Pologne | - Turquie - Ukraine - Roumanie - Russie |

## Coupe du monde ITSF
Depuis 2015, les championnats se tiennent tous les deux ans
La coupe comporte trois formats (simple, double, équipe) dans cinq catégories (open, féminines, senior, junior, handicap)
| Année | Lieu                  | Simple toute catégorie | Double toute catégorie                 | Simple féminine     | Double féminine                     | Équipe masculine | Équipe féminine |
| ----- | --------------------- | ---------------------- | -------------------------------------- | ------------------- | ----------------------------------- | ---------------- | --------------- |
| 2004  | Saint-Vincent, Italie | Frédéric Collignon     | NC                                     | NC                  | NC                                  | NC               | NC              |
| 2005  | Saint-Vincent, Italie | Frédéric Collignon     | NC                                     | NC                  | NC                                  | NC               | NC              |
| 2006  | Saint-Vincent, Italie | Frédéric Collignon     | NC                                     | Samantha Di Paolo   | NC                                  | Autriche         | Autriche        |
| 2007  | Saint-Vincent, Italie | Frédéric Collignon     | Frédéric Collignon / Ismaël Saban      | Cindy Head          | Cindy Head / Dawn Duquette          | NC               | NC              |
| 2008  | Nantes, France        | Frédéric Collignon     | Frédéric Collignon / Ismaël Saban      | Verena Rohrer       | Verena Rohrer / Melissa Mosser      | NC               | NC              |
| 2009  | Nantes, France        | Yannick Correira       | Robert Atha / Joe Hamilton             | Verena Rohrer       | Beatrix Amman / Samantha Di Paolo   | États-Unis       | Allemagne       |
| 2010  | Nantes, France        | Ryan Moore             | David Gummeson / Tracy McMillin        | Sandra Ranff        | Simone Burkhardt / Sandra Ranff     | États-Unis       | France          |
| 2011  | Nantes, France        | Frédéric Collignon     | Brandon Moreland / Tom Yore            | Sandra Ranff        | Agata Cwiakala / Agnieszka Rutowska | États-Unis       | Autriche        |
| 2012  | Nantes, France        | Frédéric Collignon     | Frédéric Collignon / Tom Van de Cauter | Amalie Bremer       | Agata Cwiakala / Agnieszka Rutowska | Allemagne        | Belgique        |
| 2013  | Nantes, France        | Kevin Hundstorfer      | Carlos Da Silva / Yannick Correia      | Ekaterina Atanasova | Sophie Jobstmann / Verena Rohrer    | France           | Allemagne       |
| 2014  | Nantes, France        | Sven Wonsyld           | Tony Spredeman / Robert Maers          | Estelle Jacquot     | Katrin Matsushita / Natalie Jacob   | États-Unis       | Danemark        |
| 2015  | Turin, Italie         | Kevin Hundstorfer      | Bruno Goncalves/ Yannick Correira      | Marina Tabakovic    | Maria Steinaa/ Lea Kvistgaard       | Luxembourg       | France          |
| 2017  | Hambourg, Allemagne   | Thomas Haas            | Jörg Harms/ Marvin Velasco             | Cindy Kubiatowicz   | Amalie Wolff / Amalie Bremer        | États-Unis       | France          |
| 2019  | Murcie, Espagne       | Twan Hermans           | Blake Robertson / Ryan Moore           | Marina Tabakovic    | My Linh Tran / Lilly Andres         | États-Unis       | États-Unis      |